# Byggningabalken

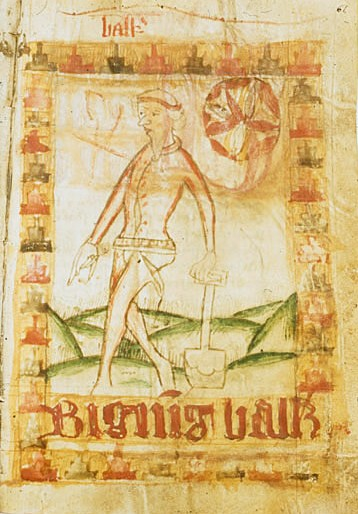
Byggningabalken ur Magnus Erikssons stadslag (titelsidan).

Byggningabalk är den huvudavdelning i 1734 års lag, som berör lantbruksförhållandena. 
Byggningabalk var en av nio balkar i 1734 års lag, med historik från Magnus Erikssons stadslag. Den är tillsammans med handelsbalken de enda som fortfarande gäller i Sverige; i Finland gäller även 1734 års rättegångsbalk, om än kraftigt reviderad. 
I båda länder har en stor del av balken upphävts och kvarvarande lagrum i den anses sakna större praktisk betydelse. I balken återfinns såväl den kortaste kapitelrubriken, "Om bi" (21 kap) som den längsta, "Om den, som sårar eller dödar annans fä eller hund, och om någon köper eller säljer sjukt fä; så ock om fä eller hund skadar annans fä" (kap 22). Viss ryktbarhet har också rubriken "Huru svin må i ollonskog släppas" (12 kap) nått.
I Sverige har balken till största delen ersatts av bland annat fiskelagen, jaktlagen, plan- och bygglagen samt skadeståndslagen.  
Frågan rättsvetenskapen ställer sig är om stadgarna är helt eller delvis obsoleta. I jord- och skogsbrukstrakter är några av rättsproblemen som tas upp i balken fortfarande relevanta, medan andra ej längre är giltiga. 8 kap 1§ "Skär eller slår någon in på grannes åker eller ängsteg; gälde åter säd mot säd, och hö mot hö; böte ock för åverkan å varje teg en daler" är fortfarande applicerbar, men behöver i så fall omvandlas i modern form. Daler omvandlas till svenska kronor och räknas upp med inflationen, medan företeelsen att stjäla annans avkastning fortfarande är giltig. Man kan även bryta ut skadeståndsbiten och applicera skadeståndslagen.  
En lantbrukare som skördar en annan jordbrukares mark vid en gräns kan med lätthet återbörda säden till rätt ägare. En person utan anknytning till de agrara näringarna kan återgälda säden som denne stulit eftersom denne troligen har denna i sin besittning eller kan köpa annan säd på den öppna marknaden för att återgälda in natura.  
Lagstiftningen som sådan är även av principiell betydelse för att knyta an till längre historia, vilket jurister får lära sig i kursen rättshistoria.